# Another Star
Singles de Stevie Wonder
Sir Duke
(04/1977) As
(11/1977)
Another Star est une chanson écrite et interprétée par Stevie Wonder, issue de son album Songs in the Key of Life paru en 1976 et sortie en single en 1977.
En 1999, une reprise en portugais de Salomé de Bahia intitulée Outro Lugar et produite par Bob Sinclar entre dans le top 30 français.

## Version de Stevie Wonder
Le titre, aux sonorités latines, occupe la dernière piste de la face D de son album Songs in the Key of Life. Succédant au titre As, où Wonder chante son amour inconsidéré pour l'être qu'il chérit, Another Star traite du chagrin d'amour et du fait qu'il n'est plus possible de le retrouver avec l'être perdu, tel qu'il le chante avec les paroles 'Love might be for you to find, but I will celebrate our love of yesterday'.
Le single sort en août 1977 chez Tamla (référence T 54286F). Le titre Creepin' en face B est issu de son album précédent Fulfillingness' First Finale sorti en 1974.

### Personnel
La liste des membres est précisée sur l'album :
- Stevie Wonder – voix, piano, batterie
- George Benson – guitare et chœurs
- Nathan Watts – basse
- Hank Redd – saxophone alto
- Trevor Laurence – saxophone tenor
- Raymond Maldonado – trompette
- Steve Madaio – trompette
- Bobbi Humphrey – flute
- Nathan Alford, Jr. – percussion
- Carmello Hungria Garcia – timbales
- Josie James – chœurs

### Classement
| Classement (1977)                      | Meilleure position |
| -------------------------------------- | ------------------ |
| États-Unis (Billboard Hot 100)         | 32                 |
| États-Unis (Billboard Hot R&B/Hip-Hop) | 18                 |
| États-Unis (Hot Dance Club Songs)      | 2                  |
| Royaume-Uni (UK Official Charts)       | 29                 |
| Canada (RPM Top 100)                   | 34                 |
| Canada (RPM Adult Contemporary)        | 21                 |
| Pays-Bas (Dutch Charts)                | 13                 |

Le titre est classé à la 47e position du classement online RYM.

## Reprises

### Version de Salomé de Bahia
En 1999, Salomé de Bahia réalise une reprise, latin house intitulée Outro Lugar. Éditée chez Yellow Productions, cette version est produite et arrangée par Bob Sinclar.

#### Formats
| CD Maxi Single - 8573802402 1. Outro lugar (Version Edit) - 3:38 2. Outro lugar (Version Club) - 7:59 3. Favelas (Crashappella) - 6:29 | Vinyle 33 Tours - YP059 1. Outro lugar 2. Favelas 3. Outro lugar (Crashappella) |

#### Personnel
- Salomé de Bahia - voix
- Carlos Pernec - basse
- Malka Horn Section - cuivres
- Thomas Naïm - guitare
- Nicolas « Kore » Krassilchik - percussion
- Cutee B - piano

#### Classement
| Classement (1999)         | Meilleure position |
| ------------------------- | ------------------ |
| France (SNEP)             | 27                 |
| Suisse (Hitparade)        | 80                 |
| Allemagne (German Charts) | 85                 |

Un remix de Prok & Fitch sorti en 2008 atteint la 28e position dans l'Ultratop Dance en Belgique.

### Autres reprises
Informations issues de SecondHandSongs, sauf mentions contraires.
On compte une cinquantaine de reprises, dont :
- Paul Mauriat sur C'est la vie (1977).
- Cedar Walton sur l'album Animation (1978) puis sur The Trio Vol 3, en collaboration avec David Williams et Billy Higgins (1992).
- Joe Farell sur Night Dancing (1978).
- Herbie Mann sur Mellow (1981).
- The Gene Harris Quartet dans une version instrumentale sur Black and Blue (1991).
- Kathy Sledge atteint la 54e position au Royaume-Uni[17] (1995).
- Denise King sur Songs with Love (2017).

#### Adaptations en langues étrangères
| Année | Langue    | Titre                  | Adaptation  | Interprète(s)                                                             |
| ----- | --------- | ---------------------- | ----------- | ------------------------------------------------------------------------- |
| 1979  | Finnois   | Kaikki kaunis          | Raul Reiman | Pentti Oskari Kankaan 7 seinähullua veljestä                              |
| 1998  | Portugais | Outro Lugar            | Loalwa Braz | Kaoma (1998, sous le titre "Fugir"...Outro Lugar), Salomé de Bahia (1999) |
| 2007  | Italien   | Sei la sola che vorrei | Alex Baroni | Alex Baroni                                                               |

## Utilisation dans les médias
- En 1991, on entend le titre dans la série Code Quantum (saison 3, épisode 14)[20].
- En 2014, la BBC utilise cette chanson en guise de générique pour sa couverture de la coupe du monde au Brésil[1]. C'est la première fois que Stevie Wonder cautionne l'utilisation de l'un de ses titres à une telle fin[21].
- Lors de la 56e cérémonie des Grammy Awards en 2014, Stevie Wonder interprète un extrait d'Another Star en compagnie de Daft Punk, Nile Rodgers et Pharrell Williams, lors de leur performance Get Lucky/Le Freak/Another Star[4]. Cette participation lui offre une progression de 635 % dans le classement des lectures de Spotify, plus forte progression du weekend parmi les artistes présents[22].